# Balázs show
A Balázs show egy magyar szembesítőshow, amely az RTL-en futott. A műsort hétköznap délutánonként vetítették. A formátuma a Mónika showra hasonlított. Néhány sikeres év után 2008-ban véget ért. 2008. március 24-től a 2010-es arculatváltásig a Cool TV is ismételte. 2022 júniusa óta az RTL Gold ismétli.

## Fordítás
- Ez a szócikk részben vagy egészben  a   Balázs show című angol Wikipédia-szócikk fordításán alapul.  Az eredeti cikk szerkesztőit annak laptörténete sorolja fel. Ez a jelzés csupán a megfogalmazás eredetét és a szerzői jogokat jelzi, nem szolgál a cikkben szereplő információk forrásmegjelöléseként.